# نیک کوردرو
نیک کوردرو (انگلیسی: Nick Cordero; ۱۷ سپتامبر ۱۹۷۸ – ۵ ژوئیهٔ ۲۰۲۰) بازیگر سینما، تلویزیون و تئاتر برادوی اهل کانادا بود. وی بین سال‌های ۲۰۰۵ تا ۲۰۲۰ میلادی فعالیت می‌کرد و ژوئیه ۲۰۲۰ بر اثر بیماری کروناویروس ۲۰۱۹ درگذشت.